# 新湯
新湯（しんゆ）は、富山県富山市の立山カルデラ内に位置する池。池の水は70°Cと極めて高温である。オパールの一種である玉滴石を産し、「新湯の玉滴石産地」として国の天然記念物となっている。

## 地理
立山カルデラにある4つの池の一つだが、高温の温泉が噴出するのはこの池のみである。火口湖である池の形は単純な円形をなし、池の面積は約700平方メートルで直径約30mの爆裂火口湖（マール）で、湧泉は滝として湯川に注いでいる。水面の位置は火口壁頂部より8mほど低い位置にある。火口壁跡のすり鉢状斜面は急壁のまま水面にまで達しているため、岸は滝口付近で1m程あるだけで、ほとんどないに等しい。

## 新湯の玉滴石
新湯自体は明治時代も現在もオパール粒子を産出し続けており、そこに産するオパールの種類はそれほ ど変わっていない。しかし、オパールの質は明治時代の方が透明感があり、産出量も多い。この違いは温泉の湧出量と湖水の量の変化が関係すると考えられる。湧出の勢いや量が衰えると共に産出するオパールのサイズが小さくなり、透明から不透明へと変化してきたのであれば、将来、さらに衰えた場合、プレシャスオパールの産出量が増える可能性が予想される。
2006年の調査で判明したオパールの堆積速度は1ヶ月に4.84 mmと、地質学的に見ると驚異的なスピードである。このペースは、年間に58mm、 100年で5m80cmである。鉱物の形成には何百万年かかっているとの認識を持つ人は意外と多いが、鉱物一般についていえることは、かなり短時間で形成された後、 長い時間保存されていると考えたほうがよいと考えられ、この立山玉滴石の生成はそれをリアルタイムで示す好例であると言える。

## 形成
火山の爆裂火口（マール）によって形成された。かつては隣にある刈込池と同じように冷水の池だったが、1858年（安政5年）の飛越地震後に70°Cの温泉水が湧き出すようになったという。

## 生態
池の水は70度もの高温なので大型の生物は生息していない。

## 水質
新湯の温泉水は水温66度、pH3.04の強酸性で、ナトリウムイオン、塩化物イオン、硫酸イオン、メタケイ酸の濃度が、それぞれ171.9mg/L、156.3mg/L、321.6mg/L、386.7mg/Lと多かった。炭酸水素ナトリウムイオンやアルカリ金属イオンはほとんど含まなかった。
また、地上で溶けきれなくなった二酸化ケイ素が沈殿したりコロイド状になったりしている。新湯の池底の玉滴石は温泉の湯の華とも言うことが出来る。

## 入浴
この池（源泉）は高温なので入浴は難しいが、池の下側に掘られた湯舟があり、そちらは比較的低温なので入浴ができる。
湧泉は間欠泉であるが、通常は湧出量に若干の変化が見られる程度である。吉沢庄作の調査によると明治時代には3丈ほど吹き上がる様が報告されている。2005年の調査中にも、湧出口が水面より40 〜 50 cm湧き上がるところが観察されており、現在でも間欠泉であることが確認されている。オパール粒子については、現在でも湧泉中に産出されていることが確認できる。ガスの噴出もあり、湖底からは直径数センチメートルの気泡が断続的に観察されるが、火口壁の一部からは常に噴出しており、その噴気口は素手で直接触れることができない程熱い。

### 泉質
- 酸性泉（低張性・強酸性・高温泉）
- 含シリカ（二酸化ケイ素）
- 源泉温度66度。
- pH3.04

## 周囲
立山カルデラ内に泥鰌池や多枝原池、刈込池の3つの池があるが、いずれも冷水の池である。また、それらは成因が堰止湖とされている。